# Munmun Timothy Lugun
Munmun Timothy Lugun (* 5. Mai 1993 in Delhi) ist ein indischer Fußballspieler. Er wird üblicherweise als linker Verteidiger eingesetzt.

## Privatleben
Lugun stammt aus einer Familie mit vergleichsweise begrenzten Ressourcen, wurde jedoch stets von ihr unterstützt. Als möglichen Grund führt er an, dass sein Vater, der Mitglied der Central Reserve Police Force (CRPF) ist, seinerzeit selbst als Hockeyspieler aktiv war.

## Karriere
Im Jahr 2010 besuchte Lugun die New Delhi CRPF Public School und war Kapitän der Regionalauswahl aus Delhi, die am Juniorenwettbewerb um „Dr. BC Roy Trophy“ teilnahm. Im Seniorenbereich trat er zunächst für die Simla Youngs aus Delhi an, ehe er zu United Sikkim wechselte, einem Verein aus Gangtok im Bundesstaat Sikkim. Dort half er dabei, dass sich das Team aus der I-League 2nd Division als Meister für die I-League qualifizierte, die höchste indische Spielklasse neben der Indian Super League (ISL). Für United Sikkim bestritt er in seiner Premierensaison 24 von 26 Spielen von Anfang an und über die volle Distanz – sein Debüt feierte er dabei am 6. Oktober 2012 beim 3:2-Sieg gegen Salgaocar FC – und saß in zwei Spielen auf der Bank, was unter dem Strich zu 2.160 Einsatzminuten führte.
Es folgte in der Spielzeit 2013/2014 eine Saison bei Rangdajied United FC, wo er 17 Spiele von Beginn an und eines als Einwechselspieler bestritt. Dadurch und auch aufgrund der acht Auswechslungen sank seine gesamte Einsatzzeit auf 1.391 Minuten.
Anschließend wechselte er 2014 zu Delhi Dynamos FC, einem Fußball-Franchise der Indian Super League aus Neu-Delhi. Im ersten Draft-Block wurde er dabei u. a. neben Spielern wie dem indischen Nationalspieler Francis Fernandes und Robert Lalthamuana gezogen. Er bestritt ein Spiel über die volle Distanz von 90 Minuten und saß fünfmal auf der Ersatzbank. Noch im gleichen Jahr wechselte er zu Pune FC, wo er in der Saison 2014/2015 zehn Spiele bestritt – siebenmal in der Startaufstellung und dreimal als Ersatzspieler.
2016 folgte ein für Lugun vergleichsweise ereignisarmes Intermezzo bei Mumbai City FC, einem anderen Franchise aus der ISL: Er saß zweimal auf der Ersatzbank und erhielt keine Einsatzminute. Anschließend blieb er in der Stadt und trat 2017 für Mumbai FC in der I-League an, wo er mit neun Einsätzen als Startspieler (bei einer Auswechslung) kumuliert 767 Minuten auf dem Platz stand.
Danach kehrte er für die Saison 2017/2018 zu den Delhi Dynamos zurück. Dort brachte er es in der Spielzeit ebenfalls auf neun Einsätze (davon eine Einwechslung) mit zwei Auswechslungen, was am Ende 657 gespielte Minuten bedeutete.

## Stationen
- 2013 bis 2014: Rangdajied United FC
- 2014: Delhi Dynamos FC
- 2015 bis 2016: Pune FC
- 2016: Mumbai City FC
- 2017: Mumbai FC
- 2017 bis 2018: Delhi Dynamos FC

## Erfolge
- 2012: Meister der I-League 2nd Division